# Congo-Brazzaville op de Paralympische Zomerspelen 2020
Congo-Brazzaville nam deel aan de Paralympische Zomerspelen 2020 in Tokio, Japan.

## Aantal atleten
| Sport    | Mannen | Vrouwen | Totaal |
| -------- | ------ | ------- | ------ |
| Atletiek | 1      | 1       | 2      |
| TOTAAL   | 1      | 1       | 2      |

## Deelnemers en resultaten

### Atletiek
Mannen
Tracknummers
| atleet                   | onderdeel | series | series | finale | finale |
| atleet                   | onderdeel | tijd   | rang   | tijd   | rang   |
| ------------------------ | --------- | ------ | ------ | ------ | ------ |
| Emmanuel Grace Mouambako | 100m F11  |        |        |        |        |

Vrouwen
Technische nummers
| atlete                 | onderdeel       | kwalificaties | kwalificaties | finale  | finale |
| atlete                 | onderdeel       | afstand       | rang          | afstand | rang   |
| ---------------------- | --------------- | ------------- | ------------- | ------- | ------ |
| Fifi Loukoula Loulendo | kogelstoten F57 |               |               |         |        |